# Motteggiana
Motteggiana és un municipi situat al territori de la província de Màntua, a la regió de la Llombardia, (Itàlia).
Motteggiana limita amb els municipis de Borgoforte, Pegognaga, San Benedetto Po, Suzzara i Viadana.
Pertanyen al municipi les frazioni de Torricella i Villa Saviola